# Iwanowo (stacja kolejowa)
Iwanowo – stacja kolejowa w Iwanowie, w obwodzie iwanowskim, w Rosji. Znajdują się tu 3 perony.